# Ikeda Mitsumasa

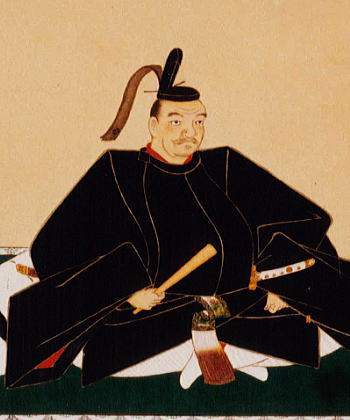
Ikeda Mitsumasa

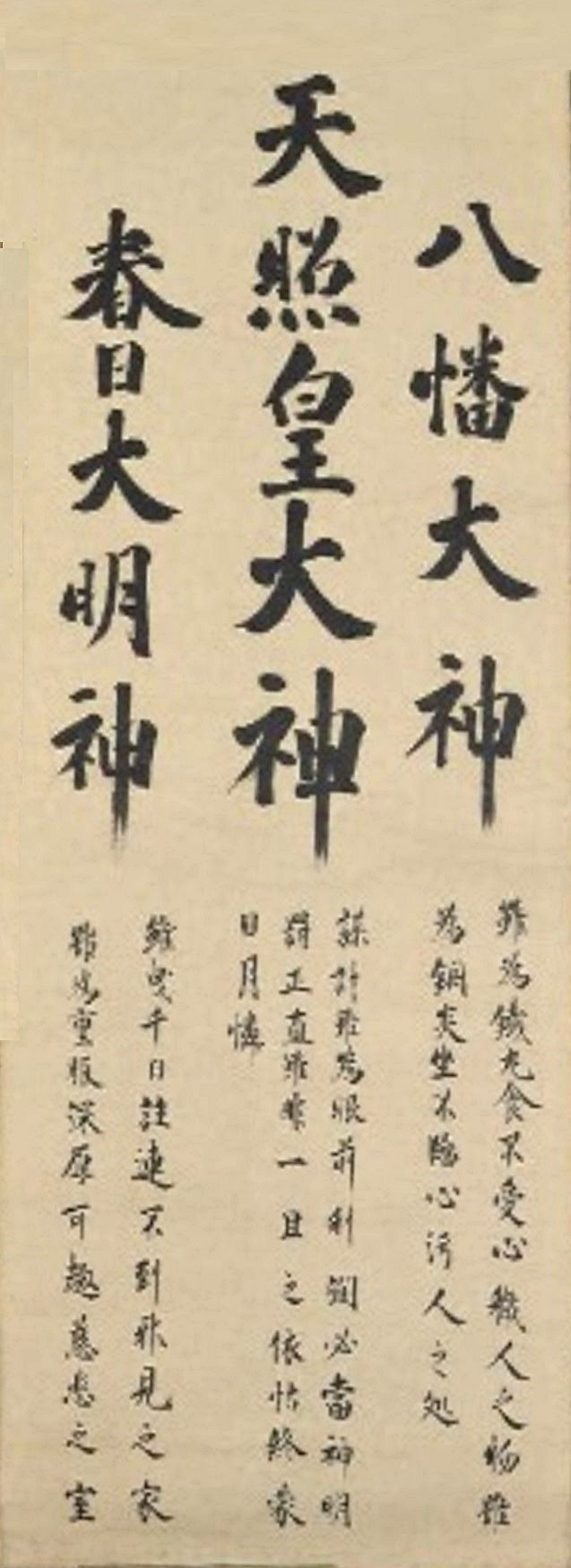
Ikeda Mitsumasa Kalligraphie

Ikeda Mitsumasa (japanisch 池田 光政; geboren 10. Mai 1609 auf der Burg Okayama (Provinz Bizen); gestorben 27. Juni 1682 daselbst) war ein bekannter Daimyō in der frühen Edo-Zeit und Fürst von Okayama.

## Leben und Wirken
Ikeda Mitsumasa wurde als Sohn von Ikeda Toshitaka (池田 利隆; 1584–1616) und dessen Frau, die zweite Tochter von Sakakibara Yasumasa (1548–1606) geboren. Sein  Tsuruko (bürgerlicher Name Fukushoin). Sein Kindheitsname war Yoshitaka (幸隆), und als er volljährig wurde, änderte er seinen Namen in „Mitsumasa“ und übernahm dabei das zweite Zeichen aus dem Vornamen des Shogun Tokugawa Iemitsu.
Nach 1603 besaß die Familie Ikeda die Domäne Okayama mit einem Einkommen von 315.000 Koku. Aber 1616 erbte Mitsumasa das Anwesen seines Vaters und wurde Fürst von Himeji mit 420.000 Koku. Er wurde dann Fürst von Tottori (320.000 Koku) und wurde 1632 schließlich der dritte Fürst von Okayama. Seine Frau hieß Katsuko (勝子), die Tochter von Honda Tadatoki (本多 忠刻; 1596–1626). Mitsumasa überließ 1672 die Herrschaft seinem Sohn, aber da er bis zu seinem Tod am 22. Mai 1672 in der Domänenverwaltung von Okayama tätig war, leitete er 50 Jahre lang deren Gesamtaufbau.
Mitsumasa war scharfsinnig und machte die Art einer guten Regierung des Landes zu seinem Studium. Er studierte Konfuzianismus unter seinem Hausältesten  Kumazawa Banzan, der im Alltag auch Kumazawa Jirohachi (熊沢 次郎八) genannt wurde, und anderen und arbeitete an der Verwirklichung einer wohlwollenden Regierung, indem er den „Bizen-Stil“ (備前風) – der Einfachheit und Sparsamkeit förderte und populär machte. Insbesondere widmete er sich der Zivilverwaltung, beauftragte Tsuda Jūjirō (津田 重二郎) mit der Schaffung neuer Reisfelder unter der Kontrolle des Klans und bildete Samurai unter dem Gesichtspunkt aus, Politik mit Wissenschaft und Bildung zu verbinden. Weiter ist erwähnenswert, dass er sich mit außergewöhnliche Begeisterung für den Bau einer zur Burg gehörenden Klanschule einsetzte und die „Shizutani-Schule“ (閑谷黌) errichtete, von der noch Überreste vorhanden sind.
Darüber hinaus verfolgte Mitsumasa vom Standpunkt des konfuzianischen Rationalismus aus seine eigenen Richtlinien für Tempel und Schreine, die nicht immer mit denen der Regierung des Shogunats übereinstimmten. Dieser aufgeklärte, autoritäre „Berühmte Fürst“ (名君, Meikun) wurde nach konfuzianischen Riten auf einem Friedhof in Waidani (和意谷) im Landkreis Wake (和気郡) am Hōretsu-Schrein (芳烈祠), dem heute Shizutani-Schrein, innerhalb der Shizutani-Schule beigesetzt. Eine sitzende Statue aus vergoldeter Bronze (金銅坐像) ist dort aufgestellt.